# جشنواره حجازی
جشنواره فوتبال ایران برای اولین بار در کشورمان فارغ از رنگ‌های فوتبالی و در راستای ایجاد یک فرهنگ مشترک میان ورزشکاران، هنرمندان و تأثیر گذاران این دو حوزه مؤثر بر جامعه در سال ۱۳۹۶ با نام جشنواره حجازی نخستین دوره خود را برگزار کرد تا به بهترین‌های فوتبال ایران در طی یک فصل «نشان حجازی» را اهدا نماید. در این جشنواره که قرار است همه ساله با پایان لیگ برتر ایران و جام حذفی فوتبال ایران برگزار گردد، نشان‌ها توسط یکی از بزرگان فوتبال و یکی از بزرگان سینما به بهترین فرد اهدا خواهد شد. طراحی و مدیریت جشنواره بر عهده امیر رفیعی است.
یکمین دوره جشنواره فوتبال ایران با نام ناصر حجازی چهره ملی ورزش ایران برگزار گردید که همگان از وی به عنوان سمبل ایستادگی، صراحت کلام و پویایی یاد می‌کنند.

## تاریخچه و فعالیت
جشنواره فوتبال ایران، نخستین دوره خود را سوم خرداد ماه ۱۳۹۶ با نام «جشنواره حجازی» و با حضور چهره‌های مطرح عرصه‌های سیاست، ورزش و هنر برگزار کرد که بازتاب بالایی در سطح کشور داشت. دکتر محمدرضا عارف چهره نامدار عرصه سیاست ایران، مهدی تاج رئیس فدراسیون فوتبال ایران، علی فتح‌الله‌زاده، هادی حسینی معاون حقوقی امور مجلس استان‌های وزیر فرهنگ و ارشاد اسلامی، عنایت آتشی، حسن حبیبی، فرامرز ظلی، اکبرکارگر جم، مهدی حاج محمد، نصراله عبداللهی، رضا عادلخانی، فریده شجاعی، بیژن ذوالفقارنسب، محمد زادمهر، بهتاش فریبا، سعید مراغه چیان، جعفر مختاری فر، حمید بابازاده، علی دایی، محمدرضا مهدوی، آرش برهانی، ابراهیم صادقی، مهدی طارمی، وحید امیری، علیرضا بیرانوند، محمد انصاری، فرشته کریمی، خشایار محسنی، علیرضا فغانی، محسن ترکی، عادل فردوسی پور، مزدک میرزایی، پیمان یوسفی، تیمور غیاثی، همایون اسعدیان، منوچهر شهسواری، حسن فتحی، فرشته طائر پور، جواد یحیوی، مازیار میری، ساره بیات، آناهیتا همتی، خانواده ناصر حجازی و … از جمله چهره‌های حاضر در مراسم بودند.
آتیلا حجازی، بیژن ذوالفقارنسب، جهانگیر کوثری، سعید رمضانی، علی فتح‌الله‌زاده، مازیار میری، مجید نامجو مطلق، محمد پنجعلی، محمدرضا زادمهر و همایون اسعدیان نام‌هایی بودند که با نظر و انتخاب امیر رفیعی به عنوان اعضای هیئت داوران نخستین جشنواره فوتبال ایران با نام «جشنواره حجازی» برگزیده شدند.

## عناوین دریافت نشان
این جشنواره در بخش‌های زیر به بهترین‌های فوتبال ایران در طی یک فصل و در پایان آن «نشان» مخصوص به خود را اهدا می‌کند که با توجه به نظر اعضای هیئت داوران و بر اساس اتفاقات ویژه در طول یک سال، دیپلم افتخار نیز پیرامون برخی مسایل اعطا می‌گردد:
1. برترین گزارشگر
2. برترین داور
3. برترین مدیر
4. برترین مربی
5. برترین بازیکن
6. برترین دروازه‌بان
7. برترین بازیکن اخلاق مدار
8. تجلیل یکی از بزرگان فوتبال
9. تجلیل یکی از بزرگان سینما

## معرفی برترین‌ها
- دوره اول – نشان حجازی در نخستین جشنواره فوتبال ایران در سال ۱۳۹۶ به این نفرات اهدا گردید: بهترین گزارشگر: عادل فردوسی پور، بهترین داور: علیرضا فغانی، بهترین مدیر: سعید آذری، بهترین مربی: برانکو ایوانکوویچ، بهترین بازیکن: مهدی طارمی، بهترین دروازه‌بان علیرضا بیرانوند،[۴] بهترین بازیکن اخلاق مدارخسرو حیدری در کنار تجلیل از حسن حبیبی.

این جشنواره در نخستین دوره خود به محسن ترکی بابت سال‌ها داوری، مهدی تاج به عنوان مدیر نمونه، علی دایی به عنوان مربی نمونه، فرشید اسماعیلی به عنوان پدیده سال، فرشته کریمی به عنوان فوتسالیست سال، آرش برهانی و ابراهیم صادقی و رضا عنایتی به پاس سال‌ها بازی دیپلم افتخار اهدا نمود.

## سابقه
جشنواره فوتبال ایران تا به حال تجربه یک دوره برگزاری را دارد.